# Identifiant européen de la législation
Pour les articles homonymes, voir ELI.
L'identifiant européen de la législation (ELI, de l'anglais : European Legislation Identifier) est une initiative européenne pour faciliter l'accès aux textes juridiques de l'Union européenne et de ses États membres, en permettant d'identifier les lois avec un identifiant pérenne web URI, de publier leurs métadonnées descriptives suivant une ontologie commune, et de relier les lois entre elles. ELI s'inscrit dans le contexte du Web sémantique et permet en particulier de lier les lois nationales avec les directives ou règlements européens que ces lois transposent.

## Historique
En décembre 2011, le groupe de travail du Conseil « législation en ligne » a mandaté un sous-groupe de travail pour étudier la définition d’un identifiant européen de la législation.
Ces travaux ont abouti aux conclusions qui ont été adoptées au Conseil du 26 octobre 2012.
L'instauration de cet identifiant est rappelé dans les visas de la proposition de décision du Parlement européen et du Conseil européen établissant un programme concernant des solutions d'interopérabilité pour les administrations publiques, les entreprises et les particuliers en Europe (ISA2) : l'interopérabilité comme moyen de moderniser le secteur public.

## Ontologie
L'Ontologie ELI définit les attributs possibles pour publier les métadonnées des textes juridiques dans le contexte de ELI. Elle s'appuie sur le modèle FRBR et étend les attributs définis par le Dublin Core.

## Structure et syntaxe des ELI
La syntaxe des ELI est basée sur l’Uniform Resource Identifier

### Les ELI en France
Le format d'un identifiant ELI en France présente la structure suivante
eli/{type}/{année}/{mois}/{jour}/{identifiant naturel}/{version}/{level}
où :
- {type} concerne le type ou la nature du texte (loi, decret, arrete... sans accent et avec éventuellement des signes _ pour matérialiser des espaces)
- {année}/{mois}/{jour} renvoie la date de signature en chiffres sans ajouter de zéro pour les unités
- {identifiant naturel} est un identifiant naturel propre à ce texte (le NOR est réutilisé dans tous les cas, ainsi que le numéro du décret pour un ELI alternatif dans le cas des décrets numérotés)
- {version} correspond au code « jo » attribué aux versions initiales des textes,
- {level} est un code indiquant à quelle portion du texte il se réfère (« texte » pour le texte complet ou « article_ » suivi du numéro d’article pour un article).

Par exemple, le décret no 2014-1317 du 3 novembre 2014 relatif au bail commercial, NOR EINI1418507D porte les ELI http://www.legifrance.gouv.fr/eli/decret/2014/11/3/EINI1418507D/jo/texte et http://www.legifrance.gouv.fr/eli/decret/2014/11/3/2014-1317/jo/texte.

### Les ELI en Belgique
L'URL d'un identifiant ELI en Belgique présente la structure suivante :
http://www.ejustice.just.fgov.be/ suivi de eli/DT/AAAA/MM/JJ/identificateur unique/version du texte
où
- DT est le type de document (valeurs : constitution, loi, decret, ordonnance),
- AAAA, MM, JJ représentent l'année, le mois et le jour de promulgation du document,
- identificateur unique est formé de l'année suivie du numéro de travail dans la chaîne de production du journal officiel, le Moniteur belge,
- version du texte peut être soit moniteur (texte officieux de la publication avec renvoi à un PDF fiable), soit justel (consolidation officieuse).

On peut demander divers niveaux de généralité en détaillant moins. Il faut aller au moins jusque AAAA, qui donne tous les documents du type DT de l'année.

### Les ELI des textes européens
Le format d'un identifiant ELI pour les textes européen présente la structure suivante :
http://data.europa.eu/eli/{typedoc}/{year}/{naturalnumber}/oj
où :
- {typedoc} indique le type de texte ("dir" pour directive, "reg" pour réglementation, etc.);
- {year} est l'année de publication du texte;
- {naturalnumber} est le numéro du texte lors de sa publication au Journal Officiel;
- /oj indique qu'on identifie le texte tel qu'il a été publié à l'origine dans le Journal officiel (par opposition à une version ultérieure du texte qui aura un ELI différent) ;

Par exemple, la "Directive sur le commerce électronique" a le ELI http://data.europa.eu/eli/dir/2000/31/oj.

## Applications
En France, le site Légifrance utilise les ELI depuis novembre 2014. 
Au Royaume-Uni, l’implémentation de l'identifiant ELI a été envisagé dès 2013.
Au Luxembourg, un site consacré à la recherche de législation luxembourgeoise grâce à la structuration ELI est disponible depuis 2014.